# Lindsaea securidifolia
Lindsaea securidifolia là một loài dương xỉ trong họ Lindsaeaceae. Loài này được Pr.1836 & Kunze mô tả khoa học đầu tiên năm 1846.
Danh pháp khoa học của loài này chưa được làm sáng tỏ. 